# Campeonato do mundo de corrida à americana feminina
O Campeonato do mundo de corrida à americana feminina é o campeonato do mundo de corrida à americana organizado anualmente pelo UCI no marco dos Campeonato Mundial de Ciclismo em Pista. A prova está organizada desde as mundiais 2017.

## Pódios dos campeonatos mundiais
| Evento | Ouro                                         | Prata                                      | Bronze                                                   |
| ------ | -------------------------------------------- | ------------------------------------------ | -------------------------------------------------------- |
| 2017   | Bélgica · Lotte Kopecky · Jolien D'Hoore     | Reino Unido · Elinor Barker · Emily Nelson | Austrália · Amy Cure · Alexandra Manly                   |
| 2018   | Reino Unido · Katie Archibald · Emily Nelson | Países Baixos · Kirsten Wild · Amy Pieters | Itália · Letizia Paternoster · Maria Giulia Confalonieri |
| 2019   | Países Baixos · Kirsten Wild · Amy Pieters   | Austrália · Georgia Baker · Amy Cure       | Dinamarca · Amalie Dideriksen · Julie Leth               |
| 2020   | Países Baixos · Kirsten Wild · Amy Pieters   | França · Clara Copponi · Marie Le Net      | Itália · Letizia Paternoster · Elisa Balsamo             |

## Balanço
Classificação individual
| Faixa | Atleta                    | País          | Ouro | Prata | Bronze | Juntos |
| ----- | ------------------------- | ------------- | ---- | ----- | ------ | ------ |
| 1     | Amy Pieters               | Países Baixos | 2    | 1     | 0      | 3      |
| 1     | Kirsten Wild              | Países Baixos | 2    | 1     | 0      | 3      |
| 3     | Emily Nelson              | Reino Unido   | 1    | 1     | 0      | 2      |
| 4     | Katie Archibald           | Reino Unido   | 1    | 0     | 0      | 1      |
| 4     | Jolien D'Hoore            | Bélgica       | 1    | 0     | 0      | 1      |
| 4     | Lotte Kopecky             | Bélgica       | 1    | 0     | 0      | 1      |
| 7     | Amy Cure                  | Austrália     | 0    | 1     | 1      | 2      |
| 8     | Elinor Barker             | Reino Unido   | 0    | 1     | 0      | 1      |
| 8     | Georgia Baker             | Austrália     | 0    | 1     | 0      | 1      |
| 8     | Clara Copponi             | França        | 0    | 1     | 0      | 1      |
| 8     | Marie Le Net              | França        | 0    | 1     | 0      | 1      |
| 12    | Letizia Paternoster       | Itália        | 0    | 0     | 2      | 2      |
| 13    | Elisa Balsamo             | Itália        | 0    | 0     | 1      | 1      |
| 13    | Maria Giulia Confalonieri | Itália        | 0    | 0     | 1      | 1      |
| 13    | Amalie Dideriksen         | Dinamarca     | 0    | 0     | 1      | 1      |
| 13    | Julie Leth                | Dinamarca     | 0    | 0     | 1      | 1      |
| 13    | Alexandra Manly           | Austrália     | 0    | 0     | 1      | 1      |

Classificação por país
| Faixa | País          | Ouro | Prata | Bronze | Juntos |
| ----- | ------------- | ---- | ----- | ------ | ------ |
| 1     | Países Baixos | 2    | 1     | 0      | 3      |
| 2     | Reino Unido   | 1    | 1     | 0      | 2      |
| 3     | Bélgica       | 1    | 0     | 0      | 1      |
| 4     | Austrália     | 0    | 1     | 1      | 2      |
| 5     | França        | 0    | 1     | 0      | 1      |
| 6     | Itália        | 0    | 0     | 2      | 2      |
| 7     | Dinamarca     | 0    | 0     | 1      | 1      |
| Total | Total         | 4    | 4     | 4      | 12     |